# Hegymagas, Veszprém
Hegymagas  este un sat în districtul Tapolca, județul Veszprém, Ungaria, având o populație de 293 de locuitori (2011). 

## Demografie
Componența etnică a satului Hegymagas
     Maghiari (90,42%)
     Germani (5,42%)
     Romi (2,08%)
     Necunoscut (2,08%)
     Alții (2,08%)
Componența confesională a satului Hegymagas
     Romano-catolici (45,05%)
     Fără religie (11,6%)
     Reformați (2,05%)
     Luterani (1,02%)
     Necunoscută (40,27%)
     Alte religii (2,05%)
Conform recensământului din 2011, satul Hegymagas avea 293 de locuitori. Din punct de vedere etnic, majoritatea locuitorilor (90,42%) erau maghiari, existând și minorități de germani (5,42%) și romi (2,08%). Apartenența etnică nu este cunoscută în cazul a 2,08% din locuitori. Nu există o religie majoritară, locuitorii fiind romano-catolici (45,05%), persoane fără religie (11,6%), reformați (2,05%) și luterani (1,02%). Pentru 40,27% din locuitori nu este cunoscută apartenența confesională.